# 9515 Dubner
9515 Dubner (tên chỉ định: 1975 RA2) là một tiểu hành tinh vành đai chính. Nó được phát hiện bởi Mario R. Cesco from Félix Aguilar Observatory ở Leoncito Astronomical Complex in Argentina ngày 5 tháng 9 năm 1975. Nó được đặt theo tên Gloria Dubner, a researcher ở the Argentinian Institute of Radioastronomy và the Argentinian Institute of Astronomy và Physics.